# Оберн (Айова)
Оберн (англ. Auburn) — місто (англ. city) в США, в окрузі Сак штату Айова. Населення — 265 осіб (2020).

## Географія
Оберн розташований за координатами 42°14′58″ пн. ш. 94°52′40″ зх. д. / 42.24944° пн. ш. 94.87778° зх. д. (42.249569, -94.877726).  За даними Бюро перепису населення США в 2010 році місто мало площу 1,29 км², уся площа — суходіл.

## Демографія
Згідно з переписом 2010 року, у місті мешкали 322 особи в 127 домогосподарствах у складі 90 родин. Густота населення становила 250 осіб/км².  Було 146 помешкань (113/км²).
Расовий склад населення:
| - 99,7 % — білих - 0,3 % — азіатів |

До двох чи більше рас належало 0,0 %. Частка іспаномовних становила 0,0 % від усіх жителів.
За віковим діапазоном населення розподілялося таким чином: 28,3 % — особи молодші 18 років, 51,2 % — особи у віці 18—64 років, 20,5 % — особи у віці 65 років та старші. Медіана віку мешканця становила 36,0 року. На 100 осіб жіночої статі у місті припадало 105,1 чоловіків;  на 100 жінок у віці від 18 років та старших — 97,4 чоловіків також старших 18 років.
Середній дохід на одне домашнє господарство  становив 44 346 доларів США (медіана — 38 021), а середній дохід на одну сім'ю — 54 058 доларів (медіана — 46 250). За межею бідності перебувало 14,0 % осіб, у тому числі 14,0 % дітей у віці до 18 років та 15,9 % осіб у віці 65 років та старших.
Цивільне працевлаштоване населення становило 121 осіб. Основні галузі зайнятості: освіта, охорона здоров'я та соціальна допомога — 14,9 %, транспорт — 14,0 %, будівництво — 14,0 %.